# Discgolf

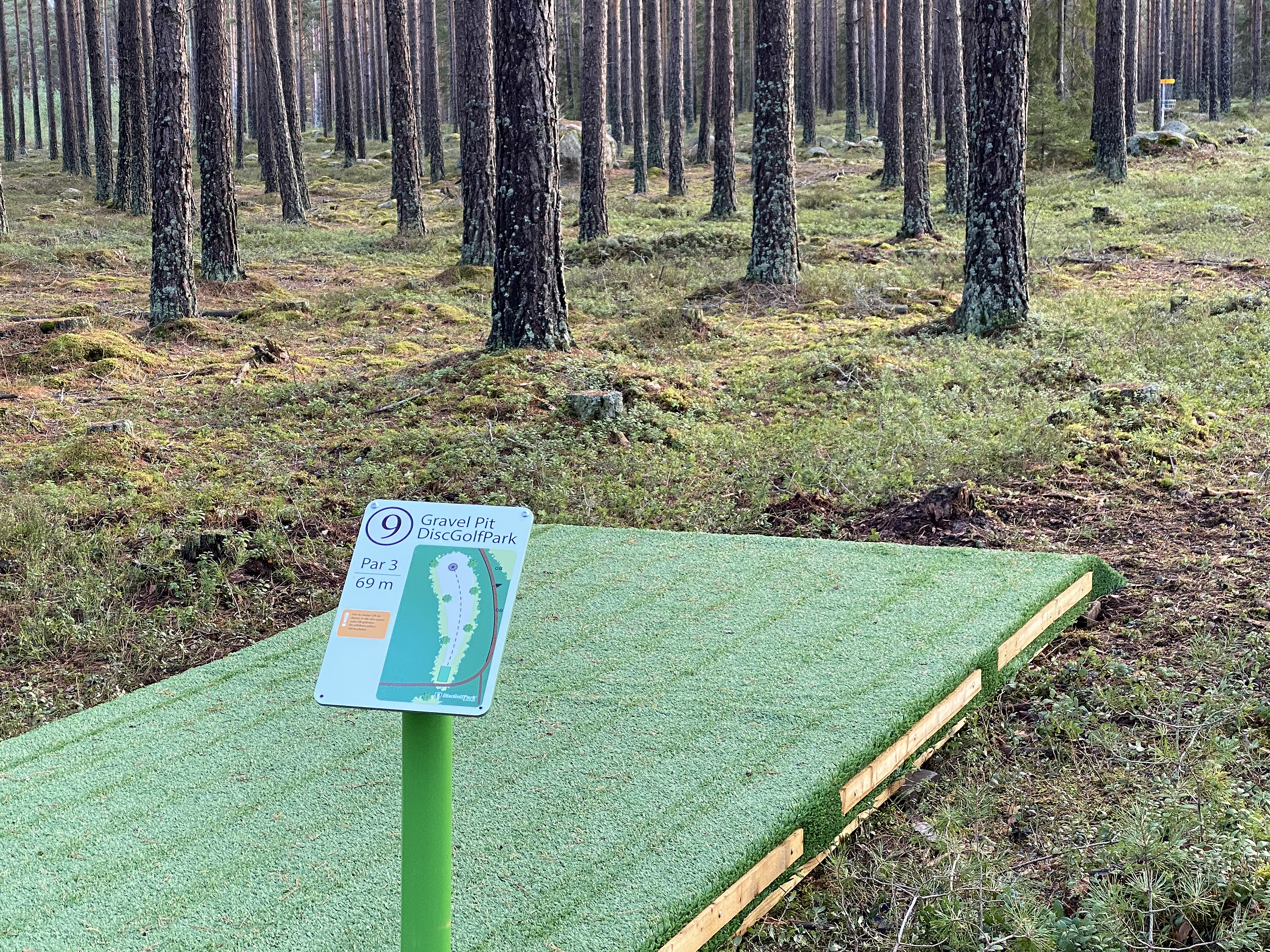
Discgolfbana i Sverige.

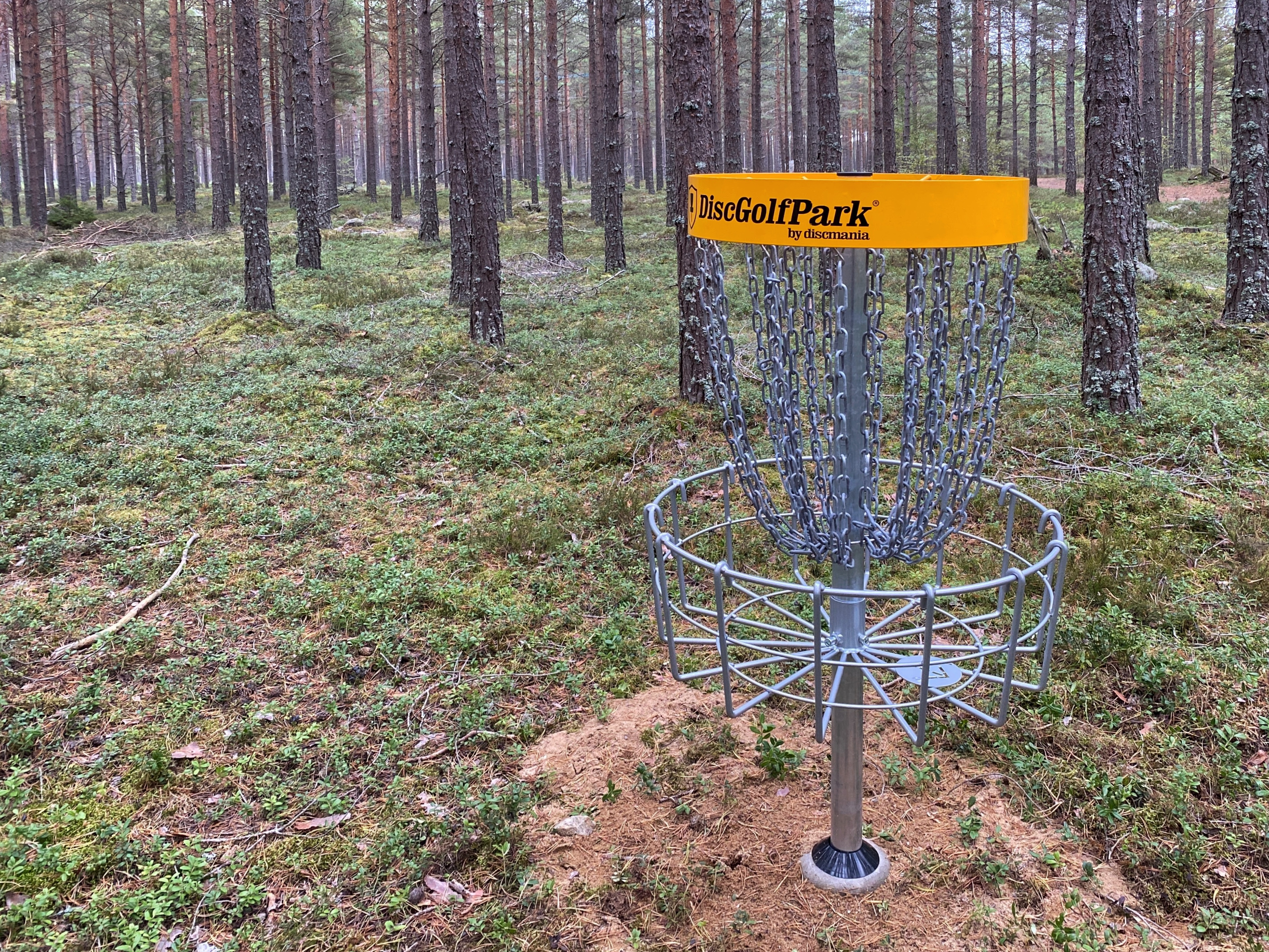
Discgolfkorg, även kallat kedjehål.

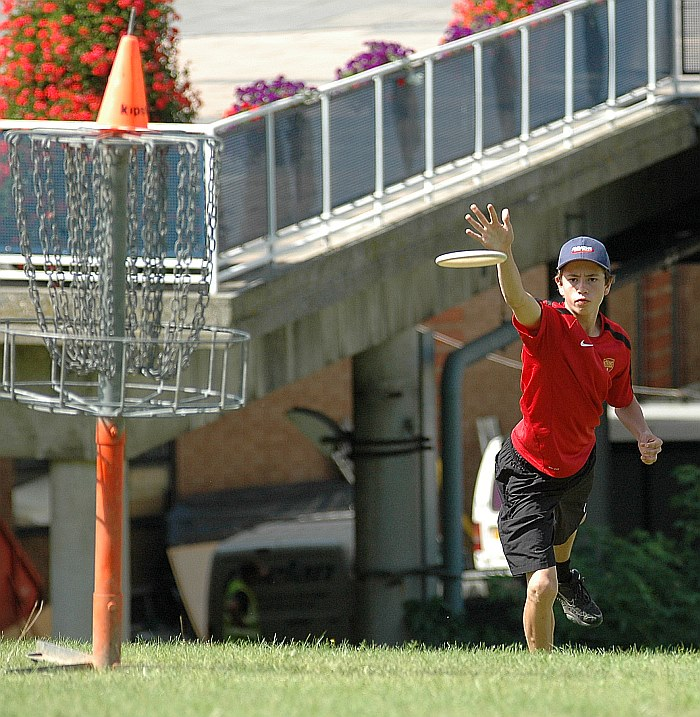
En spelare som försöker kasta discen i korgen.

Discgolf (i Sverige också kallat frisbeegolf) är en sport som spelas med en skiva (frisbee). Målet är att spela en discgolfbana från början till slut med så få kast som möjligt. En bana består vanligtvis av 9 eller 18 hål och man har klarat ett hål när man har kastat discen i en discgolfkorg, även kallat kedjehål.
Discgolf är både lättillgängligt och billigt att utöva. Ett flertal banor är uppsatta i parkmiljö och kostnadsfria att besöka. En disc räcker för att spela även om många föredrar ett par olika varianter av discar med olika flygegenskaper.

## Historik
Enligt Victor Malafronte och hans bok "The Complete Book of Frisbee" har discgolf spelats i olika former sedan tidigt 1900-tal. Det finns rapporter om ett gäng ungdomar som spelade en variant av discgolf 1926. De använde burklock (tin lid) och spelade på en bana på skolområdet. De kallade själva sin sport för Tin Lid Golf (ungefär ”burklocksgolf"). Den moderna formen av discgolf anses dock härstamma från 1960-talet då personer på olika platser och oberoende av varandra började spela mer organiserat, mest kända är George Sappenfield och "Steady" Ed Headrick.
Sappenfield arbetade på den tiden som rekreationsledare för barn. Under en golfrunda tänkte han att det borde vara kul för barn att spela golf, men med en frisbee. Han satte upp en provisorisk bana med stolpar och träd som mål där barnen fick prova att spela. Namnet discgolf myntades av Headrick (också känd som discgolfens fader). Det var också han som 1975 introducerade den moderna discgolfkorgen med kedjor och korg i metall, kallad Mach 1.

### Första banan
Genom Sappenfields inflytande och kontakter sattes det upp en provisorisk bana i anslutning till universitetet i Berkeley i Kalifornien. Banan var mycket uppskattad och blev permanent 1970. Den första banan med moderna metallkorgar planerades och sattes upp av Headrick 1975 i Oak Grove Park i Pasadena i Kalifornien. Parken finns än idag och går under namnet Oak Grove (Hahamongna Park).

### Första svenska banan
Stenungsundsbanan anlades 1976 av Gunnar Kenne och JP Gardshol och var först ut i Sverige, då med bunkerhål, men under 1980 uppgraderades banan och kedjehål började användas.

### Första tävlingen
År 1968 kontaktade Sappenfield Wham-O som tillverkade frisbeer och förklarade att han ville hålla en tävling. Wham-O skickade discar och man använde rockringar som mål. I augusti 1970 rapporterades den första professionella tävlingen: Rochester Disc Golf Championship.

## Bana

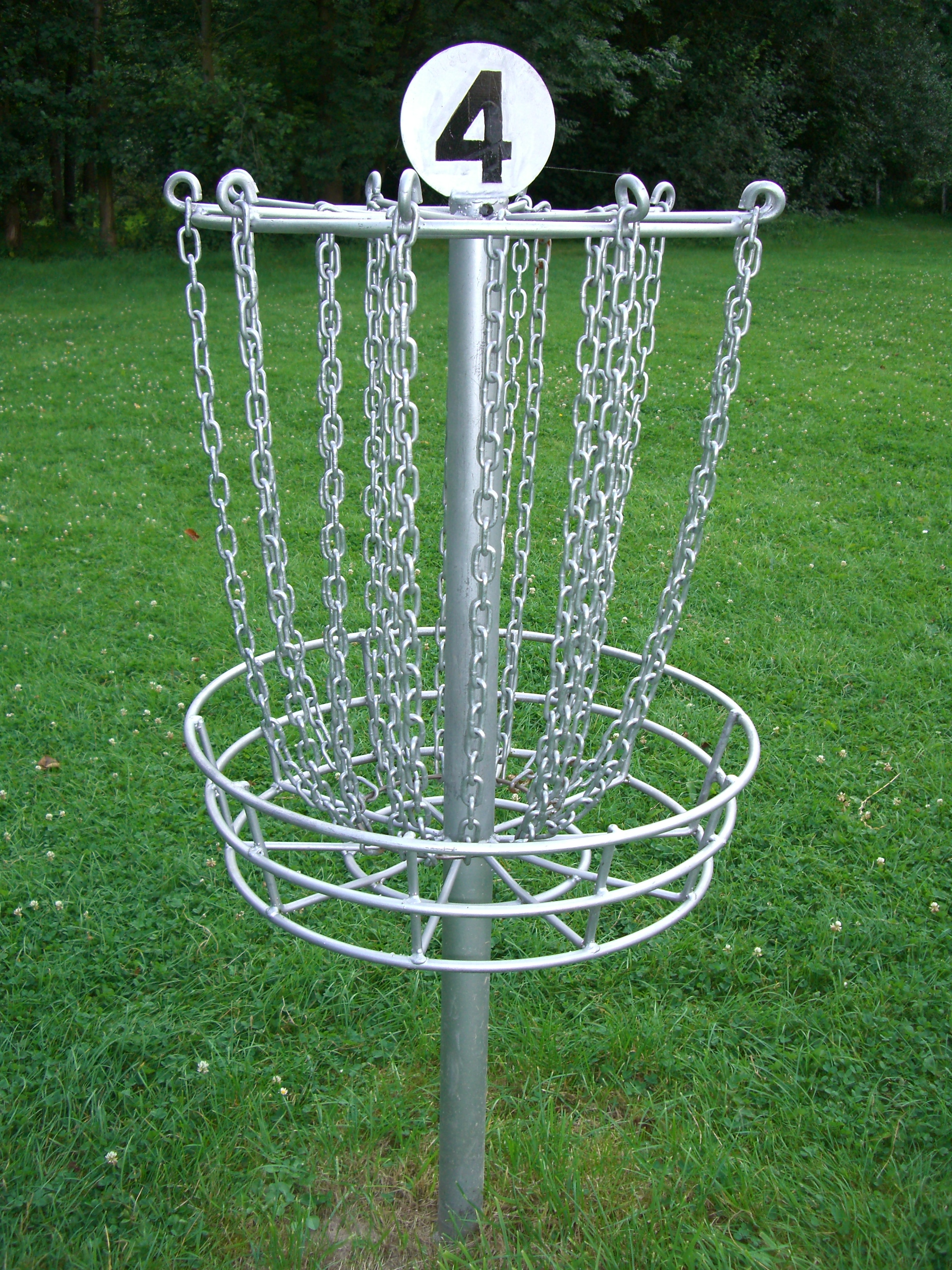
Discgolfkorg vid hål 4.

En discgolfbana består oftast av 18 hål, men har ibland 9 eller 27 hål. Banans svårigheter består av hålens längd, eventuella hinder i form av träd, buskar, vattendrag samt höjdskillnader. Vid blåst fungerar även vinden som en svårighet att bemästra. Vanliga underlag är gräs, ängs- eller skogsmark.
De flesta banor är gratis att spela på men i takt med att sporten blivit mer professionell har det även börjat dyka upp professionellt drivna discgolfbanor som det kostar att spela på. Några av de mest kända banorna i Sverige är Ale Disc Golf Center utanför Göteborg, Discgolfterminalen utanför Skellefteå och Järva Discgolfpark utanför Stockholm

### Hål
Ett hål består av ett utkast som också kallas tee och en korg. Vägen däremellan som oftast är 50 till 200 meter långt utgör själva hålets spelplan. Den tänkta kastvägen på ett hål kallas fairway, medan området längre ifrån, som oftast har längre gräs, sly, och skog; kallas för ruff. Oftast har en bana ingen fast gräns utan de naturliga inslagen av till exempel skog och buskar fungerar som en naturlig inramning. Det är dock inte ovanligt att det finns fasta gränser i form av gång- eller cykelvägar och vattendrag. Om discen landar utanför en fast gräns kallas detta OB, kort för Out of Bounds. Likt traditionell golf har varje hål ett par som indikerar hur många kast det bör ta för att klara hålet.

## Regler i korthet
Alla spelare kastar ut från hålets markerade utkast. Sedan fortsätter spelet med att den spelare vars disc ligger längst ifrån korgen kastar sin disc från den plats discen landade. Hålet är avslutat när alla spelare har fått sin disc att stanna i korgen eller de tillhörande kedjorna. Den spelare som hade lägst antal kast på föregående hål inleder med utkast på nästa hål. Den spelare som har minst antal kast totalt när alla hål är spelade vinner rundan.

## Utrustning
Vid tävling är det vanligt att man använder sig av en minidisc, en markör som används för att markera var discen landat. Övrig utrustning är tillbehör som till exempel paraply, handduk, vattenflaska och självklart en form av väska att bära utrustningen i.

### Disctyper
En disc kan ha olika egenskaper. Hur en disc rör sig genom luften beror på hur överstabil (0-+5) kontra understabil (-5-+1) den är och vilken fart (1-14) samt glid (1-7) discen har. Även om man kan spela med endast en disc är det fördelaktigt att använda olika discar anpassade för olika behov.

#### Driver
Drivers används framförallt på utkastet när man vill kasta långt, men används även för andra typer av kast. Drivers har låg och spetsig profil. Detta gör att de skär bra genom luften och därmed tillåts flyga mycket snabbt. Det finns två typer av driver: distance driver är en disc som är gjord för maximal snabbhet och distans, samt fairway driver som är en lite långsammare variant.

#### Putter
Putt-discar (putters) är driverns motsats och används vid puttar på korg eller kortare kast där precision är viktigare än längd. Profilen på en typisk putter är trubbig och tjock. Det ger en långsammare flykt men med högre precision. Generellt är puttrar också mjukare för att minska studs och fångas bättre av kedjorna.

#### Midrange
Midrangen används för medellånga kast och kan sägas vara ett mellanting mellan driver och putter.

## Spelformer

### Singel
Singelspel är den vanligaste spelformen. Alla spelare i gruppen spelar mot varandra. Den spelare som i slutändan har gått runt banan på minst antal kast vinner.

### Dubbel
Dubbelspel är något ovanligare, men det förekommer även dubbeltävlingar. I samtliga former av dubbelspel som listas nedan kan man vara fler än två spelare per lag.
- Bästa kast (eng: best shot) är den vanligaste formen av dubbel. Samtliga spelare i laget kastar ut, sedan väljer laget från vilken av discarna de vill fortsätta sin färd mot korgen. Samtliga spelare kastar från den valda discen. Man fortsätter så till dess att någon i laget fått sin disc i korg. När en av lagets discar hamnat i korgen får ingen annan spelare i laget kasta mer. Extra kast resulterar i en varning och sedan ett pliktkast per extra kast som utförs.[6]
- Sämsta kast (eng: worst shot) är en mer brutal version av bästa kast. Då är det istället motståndarna som skall utse det värsta läget av de kastade discarna. Om motståndarna väljer ett uppenbart lättare läge kan detta resultera i diskvalificering. Samtliga i laget kastar sedan från det valda läget. Alla i laget måste sätta en putt från samma läge innan de har klarat hålet.[6]
- Svårt kast (eng: tough shot) är detsamma som sämsta kast, med den skillnaden att endast en spelare i laget behöver få sin disc i korg för att hålet ska räknas som avklarat.[6]
- Vartannat kast (eng: alternate shot) är en spelform där lagen i början av hål ett väljer vilken spelare i laget som skall börja, och i vilken ordning övriga i laget skall kasta om man är fler än två, sedan fortsätter man med vartannat kast från det läge föregående spelare i laget hamnat. Om spelare ett träffar korgen med sin putt är det spelare två som kastar ut från nästa hål.[6]
- Bästa disc/bäst poäng (eng: best disc/best score) är ungefär som singelspel. Alla spelare i laget kastar som vanligt. När alla fått sin disc i korgen väljer laget vilken spelares poäng man vill skriva ner på scorekortet, företrädesvis den spelare som använt minst antal kast.[6] Om en av spelarna fått in sin disc i korg och det är omöjligt för de andra spelarna att förbättra denna poäng så för de inte kasta klart hålet. Onödiga kast kan leda till diskvalificering.[6]

## Tillverkare av discar
De vanligaste märkena på discar är Innova från USA och Latitude 64° från Sverige, men det finns många fler tillverkare bland annat svenska Kastaplast från Alunda.
- Discmania[7]
- Discraft[8]
- Dynamic Discs[9]
- Gateway Disc Sports[10]
- Innova[11]
- Kastaplast[12]
- Latitude 64°[13]
- Legacy Discs[14]
- Millennium[15]
- MVP (Maple Valley Plastics)[16]
- Prodigy[17]
- Prodiscus[18]
- Westside discs[19]

## Organiserad discgolf
Sporten organiseras i USA av PDGA (Professional Disc Golf Association) och de står också bakom det internationella systemet för rating som ligger till grund för kvalifikation till större tävlingar. I Sverige organiseras sporten genom Svenska Discgolfförbundet (SDGF) som är ett grenförbund till Svenska Frisbeesportförbundet. SDGF organiserar SM-tävlingarna och den nationella touren.

### Kända turneringar
- Discgolf Pro Tour (U.S)
- Nationella touren (Sverige)
- Euro Tour
- European Pro Tour

### Kända mästerskap
- United States Disc Golf Championship
- European Open
- Japan Open
- Players Cup
- Scandinavian Open

Världsmästerskap spelas varje år och Europamästerskap spelas vartannat år.

## Begrepp (urval)
| Term    | Beskrivning                                                                |
| ------- | -------------------------------------------------------------------------- |
| Utkast  | Första kastet på varje hål.                                                |
| Inspel  | Kast som är tänkt att landa vid korgen, oftast ett lösare kast.            |
| Putt    | Kast mot korgen.                                                           |
| Hyzer   | Ett kast med vinkel som svänger åt vänster för högerhänta backhandkastare. |
| Anhyzer | Ett kast med vinkel som svänger åt höger för högerhänta backhandkastare.   |

## Framgångsrika spelare genom tiderna

### Herrar
- Ken Climo (har vunnit flest VM genom tiderna)
- Paul McBeth
- Ricky Wysocki
- Nathan Doss
- David Feldberg
- Avery Jenkins
- Simon Lizotte
- Philo Brathwaite
- Barry Schultz
- Nikko Locastro
- Will Schusterick
- Markus Källström
- Jesper Lundmark

### Damer
- Paige Pierce: USA, VM-guld 2011
- Birgitta Lagerholm: VM-guld 2004, 5 EM-guld och 7 SM-guld
- Camilla Jernberg: EM-guld 2010, Europatourvinnare 2010, Nationell tourvinnare 2010, SM-guld 2014
- Ragna Bygde: SM-guld 2011–2013, EM-Guld 2012, VM-brons 2014